# En attendant Cousteau
Az En attendant Cousteau (magyarul: Cousteau-ra várva) Jean-Michel Jarre 1990-ben megjelent albuma, melyet a Disques Dreyfus adott ki, a Polydor alkiadója. Az album az ismert francia tengerkutató, Jacques-Yves Cousteau 80. születésnapjára készült (1990. június 11.)

## Dallista
1. Calypso – 8:24
2. Calypso 2 – 7:10
3. Calypso 3 (Fin de siècle) – 6:28
4. En attendant Cousteau – 46:55

## Fordítás
- Ez a szócikk részben vagy egészben  az   En attendant Cousteau című francia Wikipédia-szócikk ezen változatának fordításán alapul.  Az eredeti cikk szerkesztőit annak laptörténete sorolja fel. Ez a jelzés csupán a megfogalmazás eredetét és a szerzői jogokat jelzi, nem szolgál a cikkben szereplő információk forrásmegjelöléseként.